# Yvonne Vernière
Pour les articles homonymes, voir Vernière.
Yvonne Vernière est une helléniste française née Hass le 5 juin 1917 à Paris et morte le 17 janvier 1995 à Colombes.

## Biographie
Fille d'un ingénieur et d'une institutrice, tous deux catholiques pratiquants, Yvonne Joséphine Marie Hass naît à Paris le 5 juin 1917. Elle est l'aînée de huit enfants. Sa mère se charge de son éducation primaire « dans une optique rousseauiste », avant qu'elle n'intègre le lycée Fénelon.
En classes préparatoires au lycée Louis-le-Grand, elle se fiance avec Paul Vernière. En 1936, elle réussit le concours de l'École normale supérieure. L'une des 41 élèves féminines avant que le concours ne soit interdit aux femmes en 1940, elle côtoie deux autres filles dans sa promotion, à savoir Arlette Ambrosi et Jacqueline Ferrand. Après son diplôme d'études supérieures sur la Daphné d'Alfred de Vigny, elle obtient en 1939 l'agrégation de lettres, puis épouse Vernière. Ils auront quatre enfants, dont le géographe Marc Vernière, mort accidentellement.
Pour se rapprocher de son époux mobilisé, elle accepte d'enseigner la philosophie au lycée de Niort, puis prépare à l'École navale à Saint-Jean-d'Angély. En 1943, elle est affectée au lycée de Bordeaux. De 1951 à 1957, elle enseigne en première au lycée Fromentin, puis devient assistante de grec ancien à la Faculté des lettres d'Alger. De retour en France métropolitaine, elle travaille au lycée de Talence, puis est mutée en khâgne au lycée Camille-Jullian, où elle « réussit brillamment ». En 1964 toutefois, elle se décide à entamer une nouvelle carrière : nommée en octobre assistante à la Faculté des lettres de Nanterre. Elle soutient une thèse de 3e cycle (1970), puis une thèse d'État (1974), après quoi elle est nommée professeur à l'université Lyon-III.
Elle reste attachée à sa foi chrétienne. Profondément marquée par la guerre d'Algérie, et bien qu'elle ne soit pas « politiquement engagée », elle signe en 1960 le Manifeste des intellectuels français pour la résistance à l'abandon. Elle conservera la nostalgie de l'Algérie française. Elle participe aussi aux activités des associations d'amitié entre France et Israël.
Elle meurt le 17 janvier 1995 à Colombes, des suites d'une maladie.

## Travaux
Spécialiste de Plutarque, elle écrit une vingtaine d'articles à son sujet. Elle rédige aussi de nombreuses recensions dans la Revue des études grecques.
Elle traduit le livre I de la Bibliothèque historique de Diodore de Sicile.
Elle s'intéresse particulièrement au grec ancien comme « véhicule » de la pensée philosophique, et se consacre à l'histoire des religions et la philosophie religieuse.

## Ouvrages
- Trad. avec Robert Klaerr de Plutarque, De l'amour des richesses ; De la fausse honte ; De l'envie et de la haine ; Comment se louer soi-même sans exciter l'envie ; Sur les délais de la justice divine, Paris, Les Belles Lettres, coll. « Collection des universités de France », 1974, XII + 250 (BNF 34561749).
- Symboles et mythes dans la pensée de Plutarque : essai d'interprétation philosophique et religieuse des Moralia, Paris, Les Belles Lettres, 1977, XVI + 375 (BNF 34703408)  — thèse d'État remaniée.
- Trad. de Diodore de Sicile (trad. du grec ancien, préf. Pierre Bertrac et François Chamoux), Bibliothèque historique, t. I, Paris, Les Belles Lettres, coll. « Collection des universités de France », 1993, CLXVI + 227 (ISBN 2-251-00435-1).